# اچ‌ام‌اس ام۲۲
اچ‌ام‌اس ام۲۲ (به انگلیسی: HMS M22) یک کشتی بود که طول آن ۱۷۷ فوت ۳ اینچ (۵۴٫۰۳ متر) بود. این کشتی در سال ۱۹۱۵ ساخته شد.